# Jeffrey Epstein
Jeffrey Edward Epstein (20. ledna 1953 New York – 10. srpna 2019 New York) byl americký sexuální delikvent, obchodník a filantrop podporující vědu.

## Život
Epstein se narodil v roce 1953 do židovské rodiny v newyorské čtvrti Brooklyn. Vyrostl na Coney Islandu.
Maturoval na Lafayette High School v roce 1969, poté navštěvoval Cooper Union, ze které ale odešel stejně jako později z Courant Institute of Mathematical Sciences. V letech 1973–1975 vyučoval vyšší matematiku a fyziku na Dalton School v newyorském Manhattanu. Mezi jeho studenty patřily i děti Alana Greenberga, CEO firmy Bear Stearns.
Tam v roce 1976 Epstein přešel v pozici opčního kupce, kde pracoval pro vysokoziskové klienty. U Bear Stearns se mu dařilo, až se v roce 1980 stal společníkem firmy.
V roce 1982 založil svou vlastní finančně poradenskou firmu J. Epstein & Co. a řídil kapitál svých klientů o výši překračující 1 mld. dolarů. V roce 1996 přejmenoval svou firmu na Financial Trust Company a kvůli daním ji přesídlil na Panenské ostrovy.
Od 90. let 20. století si spolu s růstem firmy začal budovat několik nemovitostí. V roce 1992 koupil devítipatrovou budovu Birch Wathen Lenox School na newyorské Upper East Side a přestavěl ji na svou obrovskou rezidenci – největší na Manhattanu. Mezi jeho další nemovitosti patřila vila na floridské Palm Beach; ranč s 10 000 akry půdy, s panským sídlem poblíž Stanley v Novém Mexiku; vlastnil i příhodný byt v Paříži či soukromý ostrov poblíž Saint Thomas na Amerických Panenských ostrovech, nazvaný Little Saint James, se zámečkem a budovami pro hosty. Přelom století byl též obdobím, kdy Epstein vystoupal mezi elitu a důvěrně se seznámil s různými celebritami a smetánkou nejen ze Spojených států. V té době měl vlastní letoun Boeing 727, kterým nalétal 600 hodin ročně, často s významnými hosty, jako byl britský princ Andrew, vévoda z Yorku, Kevin Spacey nebo Bill Clinton, se kterým podle letových záznamů cestoval 26×. Pro média si jeho Boeing vysloužil přezdívku „Lolita express“.

## Kriminální kauzy
V roce 2005 podala jistá žena na policii v Palm Beach prohlášení, že její čtrnáctiletá nevlastní dcera byla dopravena do Epsteinovy tamní vily, kde se pro něj měla svléknout a provést mu masáž. Policie na základě toho začala jedenáctiměsíční utajované vyšetřování, do kterého se později přidala FBI. Během něj bylo zjištěno, že Epstein platil za eskort dívek do svého sídla, se kterými měl následně sex, přičemž některé z nich byly nezletilé. V rámci vyšetřování bylo pod přísahou vyslechnuto 17 svědků a podle jejich výpovědí bylo nalezeno velké množství důkazů (například fotografie), které výpovědi podporovaly. Podle článku v International Business Times z roku 2006 měl Epstein v sídle instalovaný kamerový systém, který sexuální akty s dívkami nahrával. V roce 2015 (již po verdiktu) přišel deník The Guardian s článkem, podle něhož Epstein sexuální masáže a služby nezletilých dívek pronajímal celebritám, jež ve svém sídle hostil. FBI v té době vyslechla dalších 36 dívek, které měly být k tomuto účelu zneužity. Výslechy přinesly mnohé navzájem potvrzené skutečnosti. Vyšetřování vyústilo v 53stránkové federální obvinění.
Epstein si na svoji obhajobu zaplatil několik elitních právníků, kteří dosáhli toho, že případ byl projednáván neveřejně a dívky, které se staly obětí sexuálního zneužití, nemohly svědčit, protože se o detailech případu nedozvěděly. Epstein byl nakonec odsouzen k 18 měsícům „vazby s pracovním povolením“ (z nichž vykonal 13 měsíců). Po tuto dobu přespával v prázdném soukromém křídle zařízení v Palm Beach (stát Florida) s tím, že jinak byl po 6 dní v týdnu na 12 hodin denně propouštěn na svobodu – v toto období ho jeho soukromý řidič vozil do práce a navečer zpět. Epstein jinak nebyl nijak omezen, mohl cestovat po Státech i létat svým soukromým letadlem na Panenské ostrovy. Na konci svého podmínečného propuštění bylo jeho jméno vloženo do registru sexuálních deviantů,[zdroj⁠?!] úroveň 3 (vysoké riziko recidivismu).

## Jeffrey Epstein a Donald Trump
Donald Trump a Epstein se poznali někdy kolem roku 1987 a během dalších dvou až tří desetiletí se tito dva setkávali ve stejných společenských kruzích, byli v kontaktu a trávili spolu čas. V roce 1992 byli oba zachyceni na videu z archivu televizního kanálu NBC v Mar-a-Lagu, jak oba hodnotí přítomné ženy a v jednom okamžiku Trump (který v té době byl ženatý s Ivanou) jednu z nich osahává.
Bývalá modelka Stacey Williamsová tvrdí, že ji Donald Trump v 90. letech před Jeffreyem Epsteinem proti její vůli osahával, když ji Epstein k Trumpovi přivedl jako svoji partnerku.
Později v roce 1992 Trump v Palm Beach uspořádal párty s 28 „dívkami z kalendáře“. Měla jen jediného hosta – Jeffreyho Epsteina.
90. léta bylo období, kdy Epstein byl na Mar-a-Lagu stálým hostem a s Trumpem trávil čas. Podle jeho bratra Marka i podle Jeffreyho vlastních slov, z nahrávek pořízených Michaelem Wolffem, byli v této době Trump a Epstein důvěrní přátelé, kteří spolu mluvili o věcech pod povrchem ryze obchodního styku nebo zdvořilé společenské konverace. V prosinci 1993 šel Epstein jako host Trumpovi na svatbu s Marlou Maples; krom událostí Trumpova osobního života Epstein několikrát přijal Trumpovo pozvání na akce týkající se módního průmyslu. Existuje video Trumpa a Epsteina sedících u sebe na přehlídce Elite Model Look z roku 1999; nebo např. fotografie z akce Victoria's Secret Angels party. Krom toho Trump v polovině 90. let vlastnil několik soutěží krásy (pro zletilé i nezletilé dívky), plus do roku 2017 provozoval vlastní modelingovou agenturu Trump Model Management.
Epstein i Trump v té době oba vlastnili soukromá letadla a čas od času jeden druhého pozval na let do některého z jejich sídel po Spojených státech nebo mezinárodně. V soudním procesu proti Ghislaine Maxwellové se mezi důkazním materiálem (který se tak stal veřejným záznamem) objevily seznamy pasažérů, kteří létali Epsteinovým letounem. Jméno Donalda Trumpa v nich bylo uvedeno sedmkrát (většinou z let 1993–1997), z čehož lze vyvodit, že Trump s Epsteinem létal na jeho soukromý ostrov a jiné destinace relativně často.

V roce 2017 Epstein mluvil s novinářem Michaelem Wolffem, mimo jiné o Donaldu Trumpovi. 
| „ | Po 10 let jsem byl Donaldův nejbližší přítel. | “ |
| — |                                               |   |

Podobně, Trump v roce 2002 o Jeffrey Epsteinovi řekl:
| „ | Znám Jeffa patnáct let. Skvělý chlap. Je s ním velká zábava. Dokonce se říká, že má rád krásné ženy stejně jako já, a mnoho z nich je „na té mladší straně“. | “ |
| — | |   |

Maria Farmerová, která v New York City v letech 1995—1996 pro Epsteina pracovala a která jako jedna z prvních Epsteina a Ghislain Maxwellovou obvinila ze sexuálního útoku, na policii současně identifikovala Donalda Trumpa coby člověka z jejich orbitu, na kterého by se také měli soustředit. V roce 1996 popsala situaci, kdy byla Epsteinem narychlo zavolána do jeho sídla na Manhattanu, kde se náhle objevil Donald Trump, tyčil se nad ní a zíral na její nohy. Po chvíli se objevil Epstein a řekl mu: „Ne, ne – ta tady není pro tebe,“ načež Trump řekl, že myslel, že jí je šestnáct. Farmerová na Trumpa upozornila krátce poté, v roce 1996, a podruhé v roce 2006 – v obou případech zmínila Trumpa jako další osobu, na kterou by se policie měla/mohla soustředit. Trump se ale cílem takového vyšetřování nestal.
V roce 2003, kdy Epstein slavil 50. narozeniny, dostal mezi jinými (podle deníku The Wall Street Journal) od Donalda Trumpa nevkusné narozeninové přání ve tvaru nahého ženského těla, potištěného textem:
Vypravěč: V životě je toho víc, než mít všechno.
Donald: Ano – je, ale nepovím, co to je.
Jeffrey: Ani já ne, neb já také vím, co to je.
Donald: Máme jisté věci společné.
Jeffrey: Ano, máme, když na to přijde.
Donald: Záhady nikdy nestárnou, všiml sis?
 Jeffrey: Fakticky vzato, bylo mi to jasné, když jsem tě naposledy viděl.
Donald: Kámoš je úžasná věc. Šťastné narozeniny a nechť je každý den dalším úžasným tajemstvím.
Donald, 
Přátelství Trumpa a Epsteina se velmi ochladilo v roce 2004 po rozepři kvůli jedné nemovitosti v Palm Beach na Floridě, kterou chtěl Epstein koupit – zeptal se ohledně ní Donalda Trumpa, kterému se také zalíbila, a za jeho zády na nemovitost nabídl vyšší cenu a převzal mu ji.
V roce 2010,  když byl Jeffrey Epstein vyslýchán po svém zadržení, vyšetřovatel se ho zeptal na Donalda Trumpa. Zatímco on potvrdil, že se s Trumpem v minulosti stýkal, na otázku, zda-li to bylo v přítomnosti nezletilých dívek, Epstein tuto možnost nezavrhl, ale odmítl odpovědět 's odvoláním na 5., 6. a 14. dodatek'.
Steve Bannon, krajně pravicový influencer, který s Trumpem spolupracoval na jeho prezidentské kampani v roce 2016, při prvním setkání s Epsteinem jako první věc řekl, že on byl jediný člověk, u kterého se obával, že by mohl Trumpovu kampaň ohrozit.

## Smrt
V roce 2019 byl nalezen mrtev v cele, když čekal ve vazbě na proces kvůli zneužívání nezletilých dívek. Epstein podle oficiálních vyjádření spáchal sebevraždu, ale kvůli řadě nejasností se často spekuluje o tom, že ve skutečnosti byl zavražděn. Dozorci, kteří ho měli hlídat, během služby údajně usnuli a v jeho cele nebyly kamery.
Mezi Epsteinovy známé patřily mnohé vlivné a prominentní osobnosti, například mediální magnáti Rupert Murdoch a Michael Bloomberg, saúdský princ Muhammad bin Salmán, britský miliardář Richard Branson, režisér Woody Allen, herci Kevin Spacey, Alec Baldwin a Chris Tucker, bývalý britský premiér Tony Blair, zpěvák Michael Jackson, bývalý americký prezident Bill Clinton, členové rodin Kennedyů, Rockefellerů a Rothschildů, princ Andrew, americký prezident Donald Trump nebo bývalý izraelský premiér Ehud Barak.